# Pilismarót
Pilismarót é um município da Hungria, situado no condado de Komárom-Esztergom. Tem 44,58 km² de área e sua população em 2015 foi estimada em 1.975 habitantes.